# Luis Mejía
Luis Ricardo Mejía Cajar (Panama, 16 marzo 1991) è un calciatore panamense, portiere del Nacional e della nazionale panamense.

## Statistiche

### Cronologia presenze e reti in nazionale
| Cronologia completa delle presenze e delle reti in nazionale ― Panama | Cronologia completa delle presenze e delle reti in nazionale ― Panama | Cronologia completa delle presenze e delle reti in nazionale ― Panama | Cronologia completa delle presenze e delle reti in nazionale ― Panama | Cronologia completa delle presenze e delle reti in nazionale ― Panama | Cronologia completa delle presenze e delle reti in nazionale ― Panama | Cronologia completa delle presenze e delle reti in nazionale ― Panama | Cronologia completa delle presenze e delle reti in nazionale ― Panama |
| Data                                                                  | Città                                                                 | In casa                                                               | Risultato                                                             | Ospiti                                                                | Competizione                                                          | Reti                                                                  | Note                                                                  |
| --------------------------------------------------------------------- | --------------------------------------------------------------------- | --------------------------------------------------------------------- | --------------------------------------------------------------------- | --------------------------------------------------------------------- | --------------------------------------------------------------------- | --------------------------------------------------------------------- | --------------------------------------------------------------------- |
| 7-6-2009                                                              | Kingston                                                              | Giamaica                                                              | 3 – 2                                                                 | Panama                                                                | Amichevole                                                            | -3                                                                    |                                                                       |
| 8-10-2010                                                             | Panama                                                                | Panama                                                                | 1 – 0                                                                 | El Salvador                                                           | Amichevole                                                            | -                                                                     | 89’                                                                   |
| 12-10-2010                                                            | Panama                                                                | Panama                                                                | 1 – 0                                                                 | Perù                                                                  | Amichevole                                                            | -                                                                     | 46’                                                                   |
| 18-12-2010                                                            | San Pedro Sula                                                        | Honduras                                                              | 2 – 1                                                                 | Panama                                                                | Amichevole                                                            | -2                                                                    |                                                                       |
| 14-6-2011                                                             | Kansas City                                                           | Canada                                                                | 1 – 1                                                                 | Panama                                                                | Gold Cup 2011 - 1º turno                                              | -1                                                                    |                                                                       |
| 10-8-2011                                                             | Santa Cruz de la Sierra                                               | Bolivia                                                               | 1 – 3                                                                 | Panama                                                                | Amichevole                                                            | -1                                                                    |                                                                       |
| 2-9-2011                                                              | Panama                                                                | Panama                                                                | 0 – 2                                                                 | Paraguay                                                              | Amichevole                                                            | -2                                                                    |                                                                       |
| 25-1-2012                                                             | Panama                                                                | Panama                                                                | 0 – 1                                                                 | Stati Uniti                                                           | Amichevole                                                            | -1                                                                    |                                                                       |
| 29-2-2012                                                             | Asunción                                                              | Paraguay                                                              | 1 – 0                                                                 | Panama                                                                | Amichevole                                                            | -1                                                                    |                                                                       |
| 22-3-2013                                                             | Kingston                                                              | Giamaica                                                              | 1 – 1                                                                 | Panama                                                                | Amichevole                                                            | -1                                                                    |                                                                       |
| 26-3-2013                                                             | Panama                                                                | Panama                                                                | 2 – 0                                                                 | Honduras                                                              | Qual. Mondiali 2014                                                   | -                                                                     |                                                                       |
| 14-7-2013                                                             | Denver                                                                | Panama                                                                | 0 – 0                                                                 | Canada                                                                | Gold Cup 2013 - 1º turno                                              | -                                                                     |                                                                       |
| 25-7-2015                                                             | Chester                                                               | Stati Uniti                                                           | 1 – 1 dts (2 – 3 dtr)                                                 | Panama                                                                | Gold Cup 2015 - Finale 3º posto                                       | -1                                                                    |                                                                       |
| 8-9-2015                                                              | Mérida                                                                | Venezuela                                                             | 1 – 1                                                                 | Panama                                                                | Amichevole                                                            | -1                                                                    | 88’, 90+4’                                                            |
| 8-10-2015                                                             | Panama                                                                | Panama                                                                | 1 – 2                                                                 | Trinidad e Tobago                                                     | Amichevole                                                            | -1                                                                    | 46’                                                                   |
| 11-9-2018                                                             | Panama                                                                | Panama                                                                | 0 – 2                                                                 | Venezuela                                                             | Amichevole                                                            | -2                                                                    |                                                                       |
| 16-10-2018                                                            | Cheonan                                                               | Corea del Sud                                                         | 2 – 2                                                                 | Panama                                                                | Amichevole                                                            | -2                                                                    |                                                                       |
| 20-11-2018                                                            | Panama                                                                | Panama                                                                | 1 – 2                                                                 | Ecuador                                                               | Amichevole                                                            | -2                                                                    |                                                                       |
| 23-3-2019                                                             | Porto                                                                 | Brasile                                                               | 1 – 1                                                                 | Panama                                                                | Amichevole                                                            | -1                                                                    | 37’                                                                   |
| 7-6-2019                                                              | Montevideo                                                            | Uruguay                                                               | 3 – 0                                                                 | Panama                                                                | Amichevole                                                            | -3                                                                    |                                                                       |
| 18-6-2019                                                             | Saint Paul                                                            | Panama                                                                | 2 – 0                                                                 | Trinidad e Tobago                                                     | Gold Cup 2019 - 1º turno                                              | -                                                                     |                                                                       |
| 22-6-2019                                                             | Cleveland                                                             | Guyana                                                                | 2 – 4                                                                 | Panama                                                                | Gold Cup 2019 - 1º turno                                              | -4                                                                    |                                                                       |
| 30-6-2019                                                             | Filadelfia                                                            | Giamaica                                                              | 1 – 0                                                                 | Panama                                                                | Gold Cup 2019 - Quarti di finale                                      | -1                                                                    |                                                                       |
| 15-10-2019                                                            | Città del Messico                                                     | Messico                                                               | 3 – 1                                                                 | Panama                                                                | CONCACAF Nations League 2019-2020 - 2º turno                          | -3                                                                    |                                                                       |
| 13-10-2020                                                            | San José                                                              | Costa Rica                                                            | 0 – 1                                                                 | Panama                                                                | Amichevole                                                            | -                                                                     |                                                                       |
| 12-11-2020                                                            | Graz                                                                  | Giappone                                                              | 1 – 0                                                                 | Panama                                                                | Amichevole                                                            | -1                                                                    | 78’                                                                   |
| 28-1-2021                                                             | Panama                                                                | Panama                                                                | 0 – 0                                                                 | Serbia                                                                | Amichevole                                                            | -                                                                     | cap.                                                                  |
| 9-6-2021                                                              | Panama                                                                | Panama                                                                | 3 – 0                                                                 | Rep. Dominicana                                                       | Qual. Mondiali 2022                                                   | -                                                                     | cap.                                                                  |
| 12-6-2021                                                             | Panama                                                                | Panama                                                                | 2 – 1                                                                 | Curaçao                                                               | Qual. Mondiali 2022                                                   | -1                                                                    | cap.                                                                  |
| 15-6-2021                                                             | Willemstad                                                            | Curaçao                                                               | 0 – 0                                                                 | Panama                                                                | Qual. Mondiali 2022                                                   | -                                                                     |                                                                       |
| 13-7-2021                                                             | Houston                                                               | Qatar                                                                 | 3 – 3                                                                 | Panama                                                                | Gold Cup 2021 - 1º turno                                              | -3                                                                    |                                                                       |
| 17-7-2021                                                             | Houston                                                               | Panama                                                                | 2 – 3                                                                 | Honduras                                                              | Gold Cup 2021 - 1º turno                                              | -3                                                                    |                                                                       |
| 2-9-2021                                                              | Panama                                                                | Panama                                                                | 0 – 0                                                                 | Costa Rica                                                            | Qual. Mondiali 2022                                                   | -                                                                     | cap.                                                                  |
| 5-9-2021                                                              | Kingston                                                              | Giamaica                                                              | 0 – 3                                                                 | Panama                                                                | Qual. Mondiali 2022                                                   | -                                                                     |                                                                       |
| 8-9-2021                                                              | Panama                                                                | Panama                                                                | 1 – 1                                                                 | Messico                                                               | Qual. Mondiali 2022                                                   | -1                                                                    | cap.                                                                  |
| 7-10-2021                                                             | San Salvador                                                          | El Salvador                                                           | 1 – 0                                                                 | Panama                                                                | Qual. Mondiali 2022                                                   | -1                                                                    |                                                                       |
| 10-10-2021                                                            | Panama                                                                | Panama                                                                | 1 – 0                                                                 | Stati Uniti                                                           | Qual. Mondiali 2022                                                   | -                                                                     | cap.                                                                  |
| 13-10-2021                                                            | Toronto                                                               | Canada                                                                | 4 – 1                                                                 | Panama                                                                | Qual. Mondiali 2022                                                   | -4                                                                    |                                                                       |
| 12-11-2021                                                            | San Pedro Sula                                                        | Honduras                                                              | 2 – 3                                                                 | Panama                                                                | Qual. Mondiali 2022                                                   | -2                                                                    |                                                                       |
| 16-11-2021                                                            | Panama                                                                | Panama                                                                | 2 – 1                                                                 | El Salvador                                                           | Qual. Mondiali 2022                                                   | -1                                                                    |                                                                       |
| 27-1-2022                                                             | San José                                                              | Costa Rica                                                            | 1 – 0                                                                 | Panama                                                                | Qual. Mondiali 2022                                                   | -1                                                                    |                                                                       |
| 30-1-2022                                                             | Panama                                                                | Panama                                                                | 3 – 2                                                                 | Giamaica                                                              | Qual. Mondiali 2022                                                   | -2                                                                    |                                                                       |
| 2-2-2022                                                              | Città del Messico                                                     | Messico                                                               | 1 – 0                                                                 | Panama                                                                | Qual. Mondiali 2022                                                   | -1                                                                    |                                                                       |
| 24-3-2022                                                             | Panama                                                                | Panama                                                                | 1 – 1                                                                 | Honduras                                                              | Qual. Mondiali 2022                                                   | -1                                                                    |                                                                       |
| 27-3-2022                                                             | Orlando                                                               | Stati Uniti                                                           | 5 – 1                                                                 | Panama                                                                | Qual. Mondiali 2022                                                   | -5                                                                    |                                                                       |
| 30-3-2022                                                             | Panama                                                                | Panama                                                                | 1 – 0                                                                 | Canada                                                                | Qual. Mondiali 2022                                                   | -                                                                     | 90+7’                                                                 |
| 3-6-2022                                                              | Panama                                                                | Panama                                                                | 2 – 0                                                                 | Costa Rica                                                            | CONCACAF Nations League 2022-2023 - 1º turno                          | -                                                                     |                                                                       |
| 13-6-2022                                                             | Fort-de-France                                                        | Martinica                                                             | 0 – 0                                                                 | Panama                                                                | CONCACAF Nations League 2022-2023 - 1º turno                          | -                                                                     |                                                                       |
| 10-6-2023                                                             | Penonomé                                                              | Panama                                                                | 3 – 2                                                                 | Nicaragua                                                             | Amichevole                                                            | -2                                                                    | 64’                                                                   |
| 18-6-2023                                                             | Paradise                                                              | Panama                                                                | 0 – 1                                                                 | Messico                                                               | CONCACAF Nations League 2022-2023 - Finale 3º posto                   | -1                                                                    | 75’                                                                   |
| 7-9-2023                                                              | Panama                                                                | Panama                                                                | 3 – 0                                                                 | Martinica                                                             | CONCACAF Nations League 2023-2024 - 1º turno                          | -                                                                     | 46’                                                                   |
| 6-6-2024                                                              | Panama                                                                | Panama                                                                | 2 – 0                                                                 | Guyana                                                                | Qual. Mondiali 2026                                                   | -                                                                     |                                                                       |
| 9-6-2024                                                              | Managua                                                               | Montserrat                                                            | 1 – 3                                                                 | Panama                                                                | Qual. Mondiali 2026                                                   | -1                                                                    |                                                                       |
| 7-6-2025                                                              | Belmopan                                                              | Belize                                                                | 0 – 2                                                                 | Panama                                                                | Qual. Mondiali 2026                                                   | -                                                                     |                                                                       |
| 10-6-2025                                                             | Panama                                                                | Panama                                                                | 3 – 0                                                                 | Nicaragua                                                             | Qual. Mondiali 2026                                                   | -                                                                     | cap.                                                                  |
| Totale                                                                |                                                                       | Presenze                                                              | 55                                                                    |                                                                       | Reti                                                                  | -62                                                                   |                                                                       |

## Palmarès

### Club

#### Competizioni nazionali
- Supercopa Uruguaya: 2

Nacional: 2019, 2025